# Nephrotoma urocera
Nephrotoma urocera är en tvåvingeart som först beskrevs av William George Dietz 1918.  Nephrotoma urocera ingår i släktet Nephrotoma och familjen storharkrankar. Inga underarter finns listade i Catalogue of Life.